# 다카하루역
다카하루역(일본어: 高原駅)은 일본 미야자키현 니시모로카타군 다카하루정에 위치한 규슈 여객철도 깃토 선의 철도역이다. 섬식 승강장 1면 2선의 구조를 갖춘 지상역이다.

## 이용 현황
| 연도     | 하루 평균 | 연도     | 하루 평균 |
| 2002년도 | 323       | 2008년도 | 250       |
| 2003년도 |           | 2009년도 | 231       |
| 2004년도 | 319       | 2010년도 | 235       |
| 2005년도 | 307       | 2011년도 | 190       |
| 2006년도 | 292       | 2012년도 | 148       |
| 2007년도 | 250       |          |           |
| -------- | --------- | -------- | --------- |

## 역 주변
- 다카하루 정청
- 다카하루 정립 병원
- 미야자키 자동차도 다카하루 나들목

## 역사
- 1913년 5월 11일 : 개업.
- 1987년 4월 1일 : 일본국유철도 분할 민영화에 의해, 규슈 여객철도가 승계.

## 인접 역
| 깃토 선                | 깃토 선   | 깃토 선                    |
| ---------------------- | --------- | -------------------------- |
| 히로와라 요시마쓰 방면 | ■ 깃토 선 | 휴가마에다 미야코노조 방면 |